# Пашквиль
Пашквиль (идиш פאשקעוויל‎) — настенный плакат или объявление, содержащие предупреждения о неподобающем поведении отдельного человека, группы людей или об опасных идеях. Пашквили вывешиваются на улицах, где живут ортодоксальные евреи. Зачастую пашквили пишутся на выспренном и архаичном иврите («Лешон ха-Кодеш»), очень возвышенном или драматичном.

## Назначение
Пашквили вывешивали на стенах и досках объявлений в местах массового проживания религиозных евреев (в европейских местечках (штетлах) и в Старом ишуве в Иерусалиме). В настоящее время их расклеивают на стенах в кварталах в Иерусалиме, в Бней-Браке, Цфате и некоторых других городах, где проживают ультраортодоксальные евреи, или распространяют в виде листовок, разбрасывая их на улицах или раскладывая в синагогах. Пашквили являются информационной средой для ультраортодоксальной части израильского общества.
Иногда «пашквилем» называют любую печатную рекламу, которую размещают на стенах или на досках объявлений в местах проживания ультраортодоксального населения.
Вследствие этого социологи рассматривают пашквили как важный источник изучения общества ультраортодоксов. Поэтому с 2011 года Национальная библиотека Израиля начала приобретать частные коллекции пашквилей, которые будут храниться в специальном разделе и станут доступными для академических исследований.
Содержанием пашквиля часто является анонимное заявление, протест против чего-то, что противоречит убеждениям автора. Это заявление направлено на то, чтобы дать указания общественности или побуждать её на те или иные действия по данному вопросу. Пашквиль часто включает в себя резкую критику человека или организации. Некоторые раввины выступали против публикации пашквилей, говоря их авторам, что они нарушают запрет Торы: «Проклят, кто тайно убивает ближнего своего!» (Втор. 27:24).

## Этимология
Термин возник от названия древней римской статуи без рук, Пасквино, которая находится на одной из площадей в Риме. Начиная с XVI века жители города заклеивали эту статую воззваниями против Римского папы и католической церкви. Слово было переведено на многие европейские языки и, возможно, пришло в идиш из немецкого или польского языков. Из идиша ультраортодоксального ашкеназского еврейства это слово перешло в современный иврит.